# Muzeum Historyczne „Iskra” w Kazanłyku
Muzeum Historyczne „Iskra” zostało założone w 1901 roku i prezentuje ponad 70 000 eksponatów. Placówka gromadzi, bada i popularyzuje dziedzictwo historyczne oraz kulturowe regionu kazanłyckiego. 
Muzeum powstało z inicjatywy lokalnego społecznika, Petyra Topuzowa. 
Muzeum posiada stałe wystawy obejmujące działy: archeologii, okresu odrodzenia narodowego, historii nowożytnej, etnografii i historii współczesnej. Do najcenniejszych zbiorów należą: największa w Europie Południowo-Wschodniej kolekcja sierpów z kości, skarby trackie, średniowieczna ceramika, broń biała i palna, dawna biżuteria oraz tradycyjne stroje mieszkańców Kazanłyku. 
W specjalnej sali skarbca prezentowane są znaleziska archeologiczne z grobowców trackich odkrytych w regionie, w tym przedmioty znalezione w grobowcu Seutesa III.

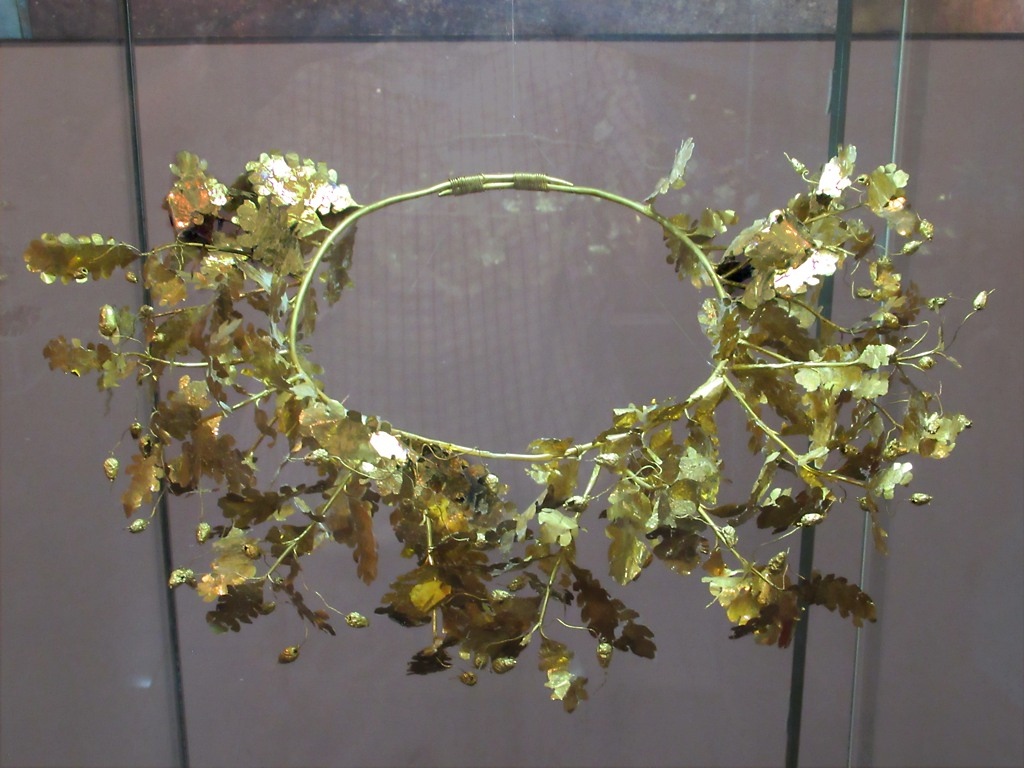
Wieniec Seutesa III - część wystawy w muzeum